# Françoise Schein

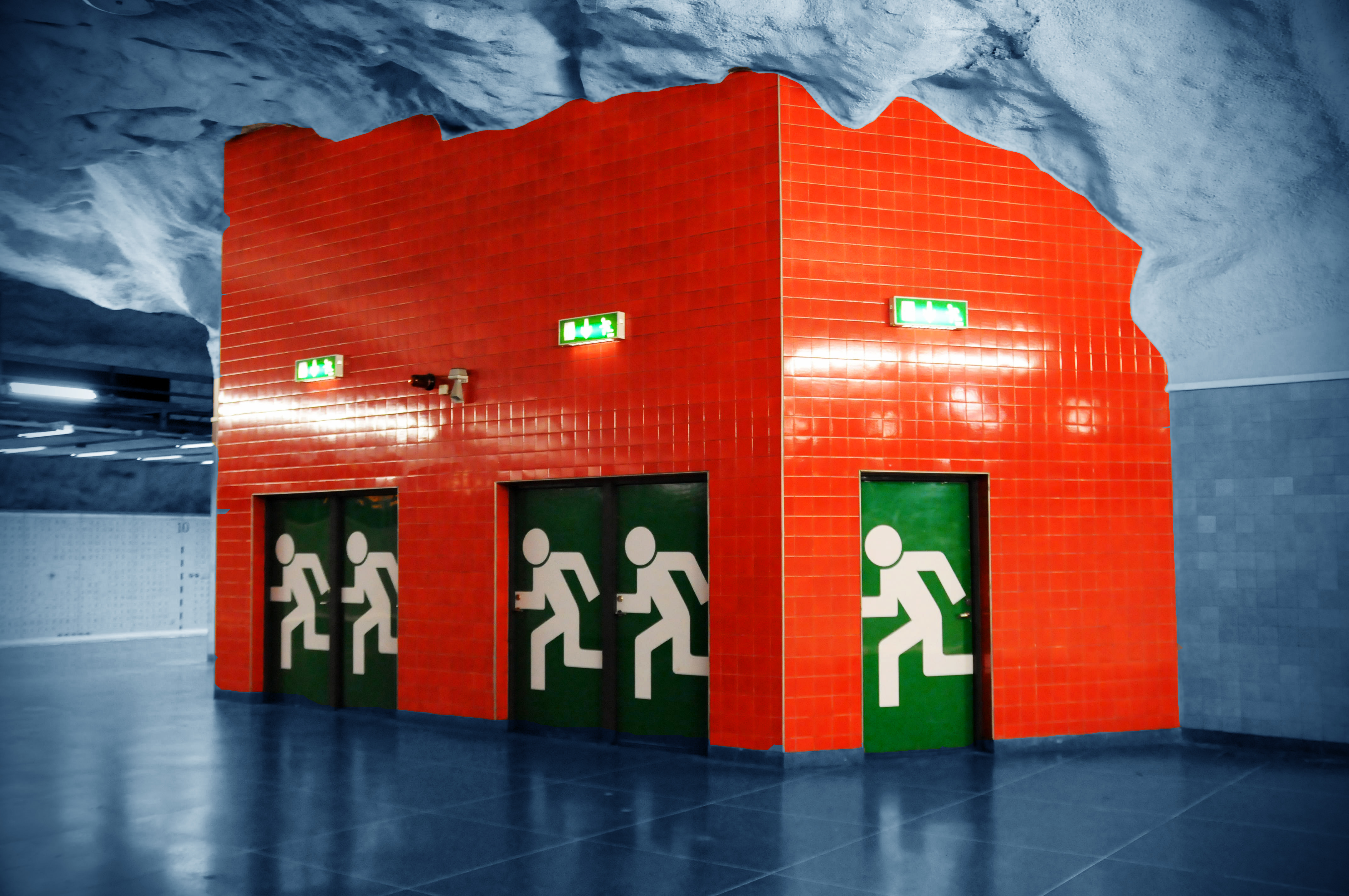
Nödutgång, tunnelbanestation Universitetet

Françoise Schein, född 1953 i Bryssel, är en belgisk-fransk arkitekt och skulptör.
Françoise Schein utbildade sig i arkitektur och stadsplanering vid l'École de La Cambre i Bryssel och därefter i stadsplanering vid Columbia University i New York.
I USA utförde hon sitt första offentliga verk 1985, vid Greene Street i SoHo i New York. Hon har efter återflyttning till Europa genomfört ett flertal utsmyckningar av offentliga miljöer i flera länder, bland annat i tunnelbanestationer (station Concorde i Paris 1991, station Saint-Gilles i Bryssel 1992, station Parque i Lissabon 1994 och station Westhafen i Berlin år 2000.
Françoise Schein är i Sverige känd för sin gestaltning av tunnelbanestation Universitetet med temata Carl von Linné och FN:s deklaration om mänskliga rättigheter, färdig 1998.
Françoise Schein är lärare i form och stadsbyggnad vid Konst- och mediahögskolan i Caen i Frankrike.